# Jidaigeki
Jidaigeki (時代劇) is een genre in Japanse cinema, televisie en theater. Het speelt zich af in het verleden, doorgaans tijdens de Edoperiode tussen 1603 en 1868. De jidaigeki beschrijft het leven van de samoerai, boeren, kooplieden en ambachtslieden.

## Stijl
De jidaigeki worden gekenmerkt door enkele karakteristieke gebruiken. Zo hebben de helden vaak oogmake-up, en hebben de boeven hun haar in de war op een punkachtige manier. Het taalgebruik is een combinatie van archaïsche woorden, moderne uitspraak en een formele stijl. De zwaardgevechten proberen niet de werkelijkheid na te doen en er vloeit nagenoeg geen bloed bij de slachtoffers.

## Bekende films
- 1954: Seven Samurai van Akira Kurosawa
- 1955–1956: Samurai-Trilogie van Hiroshi Inagaki met Toshiro Mifune
- 1962–2003: De Zatoichi-reeks met Shintarō Katsu en Takeshi Kitano
- 1961: Yojimbo van Akira Kurosawa
- 1962: Sanjuro van Akira Kurosawa
- 1973: De Okami-reeks von Kenji Misumi, Buichi Saito, Yoshiyuki Kuroda
- 1973: Lady Snowblood van Toshiya Fujita
- 1985: Ran van Akira Kurosawa
- 1998: Samurai Fiction van Hiroyuki Nakano
- 2002: The Twilight Samurai  van Yōji Yamada